# Armin Bardel

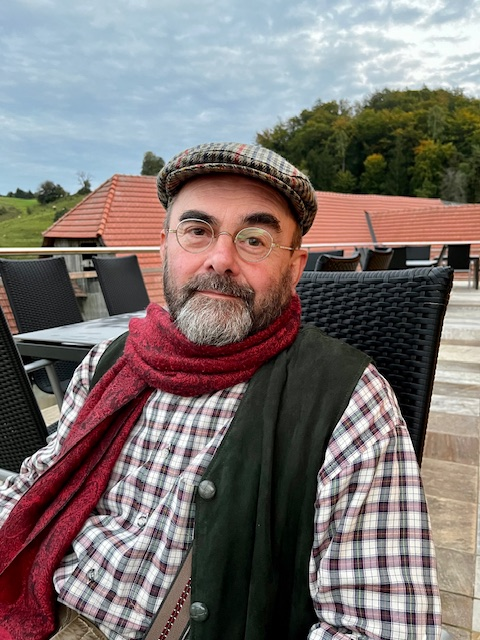
Armin Bardel (2024)

Armin Bardel (* 8. Juni 1965 in Wolfsberg/Kärnten) ist ein österreichischer Fotograf, Künstler und Singer-Songwriter.

## Leben und Werk
Armin Bardel studierte Landwirtschaft an der BOKU Wien, Philosophie und Sozialwissenschaften an der Universität Wien, Photographie an der University of California, Santa Cruz (Fulbright-Programm) und schloss das Studium in Wien mit der Diplomarbeit Computer, Photographie und die Bilder der Wirklichkeit ab. Er nahm an Workshops in Österreich bei Johannes Faber, Bodo Hell, Seiichi Furuya und Karin Mack sowie in Tschechien bei Jindrich Streit and Pavel Banka teil und war Artist in Residence 1999 in Budapest sowie 2010 in Rom.
Seit 2000 ist er freischaffender Künstler (Grafiken, Objekte, Texte und Musik) und Fotograf, seit 2024 Mitglied des Kunstverein Kärnten.
Ein Schwerpunkt seiner Arbeit ist die Bühnenfotografie für z. B. Neue Oper Wien, Kabinetttheater, Wien Modern, Oper im Steinbruch St. Margarethen, sirene Operntheater, Wiener Festwochen, Theater an der Wien, Landestheater Linz und Volkstheater Wien, aber auch die Porträtfotografie, wie für Walter Kobéra, Wilhelm Kuehs, Šimon Voseček, Schorsch Kamerun u. v. m. Seine Arbeiten wurden in vielen Ausstellungen in Österreich und international gezeigt und befinden sich u. a. in den Kunstsammlungen des Bundesministeriums für Bildung, Wissenschaft und Kultur und der Stadt Wien.
Seit 1995 oder 1996 schickt Bardel von den Fenstern seiner Wohnung über dem Café Drechsler an der Linken Wienzeile Textbotschaften auf den Wiener Naschmarkt. In vier unterteilten Fenstern werden große Buchstaben plakatiert. Diese Botschaften werden vom Blog „Open Window“ begleitet.
Bardel ist auch literarisch tätig, er schreibt u. a. Lyrik, Aphorismen, Kurzgeschichten und Essays. Sein Roman Mozdulatmüveszet – oder die Kunst, in Bewegung zu bleiben ist eine autobiografische Beziehungsgeschichte in Tagebuchform, spielt in Budapest 2002 und enthält auch Fotos und Zeichnungen.
Als Singer-Songwriter mit Gitarre oder Ukulele hat Bardel im Jänner 2024 ein Songbook mit Texten in englischer Sprache und 75 Liedern präsentiert. Seine Songs sind u. a. im Freien Radio Freistadt in von Bardel moderierten Sendungen zu hören.
Bardel lebt in Wien, Niederösterreich und Kärnten.

## Einzelausstellungen (Auswahl)
- 1990: Wolfsberg – A Town in Europe, JB Hall Gallery, UC Santa Cruz/California. Fotografie[21]
- 2018: Armin Bardel – Aktuelle Fotografien, Galerie Daliko, Krems[20]
- 2018: ARMIN BARDEL im wabi sabi pavillion, Ateliertag NÖ[22]

## Ausstellungsbeteiligungen (Auswahl)
- 1988: Entäußerungen, Galerie am Roßmarkt, Wolfsberg/Kärnten. Objekt, Skulptur, Druckgrafik
- 1990: Kunst schafft Platz, Galerie Posthof, Linz. Fotografie, Installation
- 1993: Jesus Christus, Konvikt St. Paul/Kärnten. Objekt, Fotografie
- 1994: Erinnerung an eine mögliche Zukunft, Stadtgalerie am Minoritenplatz, Wolfsberg/Kärnten. Objekt, Druckgrafik
- 1995: Werkstatt Fluss. Workshop mit Bodo Hell, Forum Schloss Wolkersdorf/Weinviertel. Schwarz-Weiß-Fotografie
- 1995: Werkstatt Fluss. Workshop mit Seichi Furuya, Forum Schloss Wolkersdorf/Weinviertel. Diaprojektion, Farbfotografie, Schwarz-Weiß-Fotografie
- 1996: WACHAU-BILD, Kunsthalle Krems. Fotografie
- 1996: Gazetta, Staatliches Museum Schwerin, KulTourDiele. Objekt
- 1997: A Day of My Life in a Box, Rathaus Köln; Goethe-Institut Bangkok. Fotoinstallation
- 1999: Monumente. Zeichen der Erinnerung, Kulturverband Favoriten/Wien
- 2000: Wienbilder, Museum auf Abruf, Wien. Fotografie
- 2004:KünstlerInnen agieren nach dem Tod von Seibane, WUK/Wien[21]
- 2008: Liebe I, Fotogalerie Wien. Serie Tatorte: Fotografie und Text (amouröses Tagebuch)[23]
- 2009: Common History and Its Private Stories. Geschichte und Geschichten, MUSA Wien, 2009[21]
- 2013: On the Road. Arbeiten von FLUSS-Mitgliedern, Niederösterreichisches Dokumentationszentrum für moderne Kunst, St. Pölten[21]
- 2014: THE RED, Galerie Lisi Hämmerle, Bregenz[24]
- 2014: Similar Pairs, Eyes On – Monat der Fotografie Wien, Kaiserliches Hofmobiliendepot Wien
- 2019: 30 Jahre FLUSS – Where Are We Now? Schloss Wolkersdorf/Weinviertel[25]
- 2021: BEWEGTE BILDER: EXHIBITION, Forum Kulturnetz Hernals, 2021[26]
- 2023: Die Wiederverzauberung der Welt, Schloss Wolkersdorf/Weinviertel[27]

## Publikationen (Auswahl)
- Stefan Drees (Hrsg.): Olga Neuwirth: Zwischen den Stühlen. A Twilight Song auf der Suche nach dem fernen Klang.  Anton Pustet , Salzburg – Wien – München 2008, ISBN 978-3-7025-0582-0. Coverfoto, diverse Porträt- und Szenenfotos
- Edith Blaschitz, Armin Bardel, Gerold Wucherer: Nonndorf. Rückschau – Einblicke – Aussichten. Verlag Bibliothek der Provinz, Weitra 2010, ISBN 978-3-900000-28-8. Fotos
- Armin Bardel: N & E. Neid und Eifersucht. Verschiedene Aspekte verwandter Phänomene. In: Sterz. Unabhängige Zeitschrift für Literatur, Kunst und Kulturpolitik. 83: Neid und Eifersucht. Text und Fotos[28]
- Armin Bardel: vom speck der schweine. In: Sterz. Unabhängige Zeitschrift für Literatur, Kunst und Kulturpolitik. 97/98: Das Glück. Text und Fotos[29]
- Armin Bardel: déjà vu. In: Sterz. Unabhängige Zeitschrift für Literatur, Kunst und Kulturpolitik. 99: Voraussagen/Prognosen.Text und Fotos[30]